# Trichobolus
Trichobolus of Sinterklaasschijfje is een geslacht van schimmels behorend tot de familie Ascodesmidaceae. De typesoort is Trichobolus zukalii. De wetenschappelijke naam van het geslacht werd voor het eerst in 1967 geldig gepubliceerd door (Sacc.) Kimbr. & Cain.

## Soorten
Volgens Index Fungorum bestaat het geslacht uit zeven soorten (peildatum februari 2022): 
| Soortnaam                                                  | Auteur(s)           | Publicatiejaar |
| ---------------------------------------------------------- | ------------------- | -------------- |
| Trichobolus dextrinoideosetosus                            | Doveri              | 2012           |
| Trichobolus octosporus                                     | J.C. Krug           | 1973           |
| Trichobolus palmae                                         | Bat. & Cavalc.      |                |
| Trichobolus pilosus                                        | (J. Schröt.) Kimbr. | 1967           |
| Trichobolus sphaerosporus (Rondsporig sinterklaasschijfje) | Kimbr.              | 1967           |
| Trichobolus vanbrummelenii                                 | Valldos. & Guarro   | 1988           |
| Trichobolus zukalii (Harig sinterklaasschijfje)            | (Heimerl) Kimbr.    | 1967           |